# مایک اسوینی
مایک اسوینی (انگلیسی: Mike Sweeney؛ زادهٔ ۲۵ دسامبر ۱۹۵۹) بازیکن فوتبال اهل کانادا است.
وی همچنین در تیم ملی فوتبال کانادا بازی کرده‌است.